# 2-й Голутвинский переулок
2-й Голу́твинский переу́лок — ныне несуществующая улица, находившаяся в центре Москвы на Якиманке на территории нынешнего «Президент-отеля» .

## История
Название Голутвинских переулков известно с XIX века. Здесь находилась Голутвинская или Голутвина слобода. В завещании Ивана III (1504 г.) сказано: «а сыну своему Андрею даю на Москве за рекою слободу Колычевскую да монастырь Рождество Пречистые на Голутвине». Переулок назван по подворью коломенского Голутвина монастыря (в летописи Голутвинский двор монастыря назван уже под 1472 год), который, видимо, наименован по урочищу Голутвино (Голутва — «просека, вырубка в лесу» — от слова голый, без растительности).
2-й Голутвинский переулок, как и шедший параллельно ему Земский переулок, был ликвидирован в связи с постройкой на его месте в 1982—1983 годах гостиницы «Октябрьская» (ныне — «Президент-отель»).

## Описание

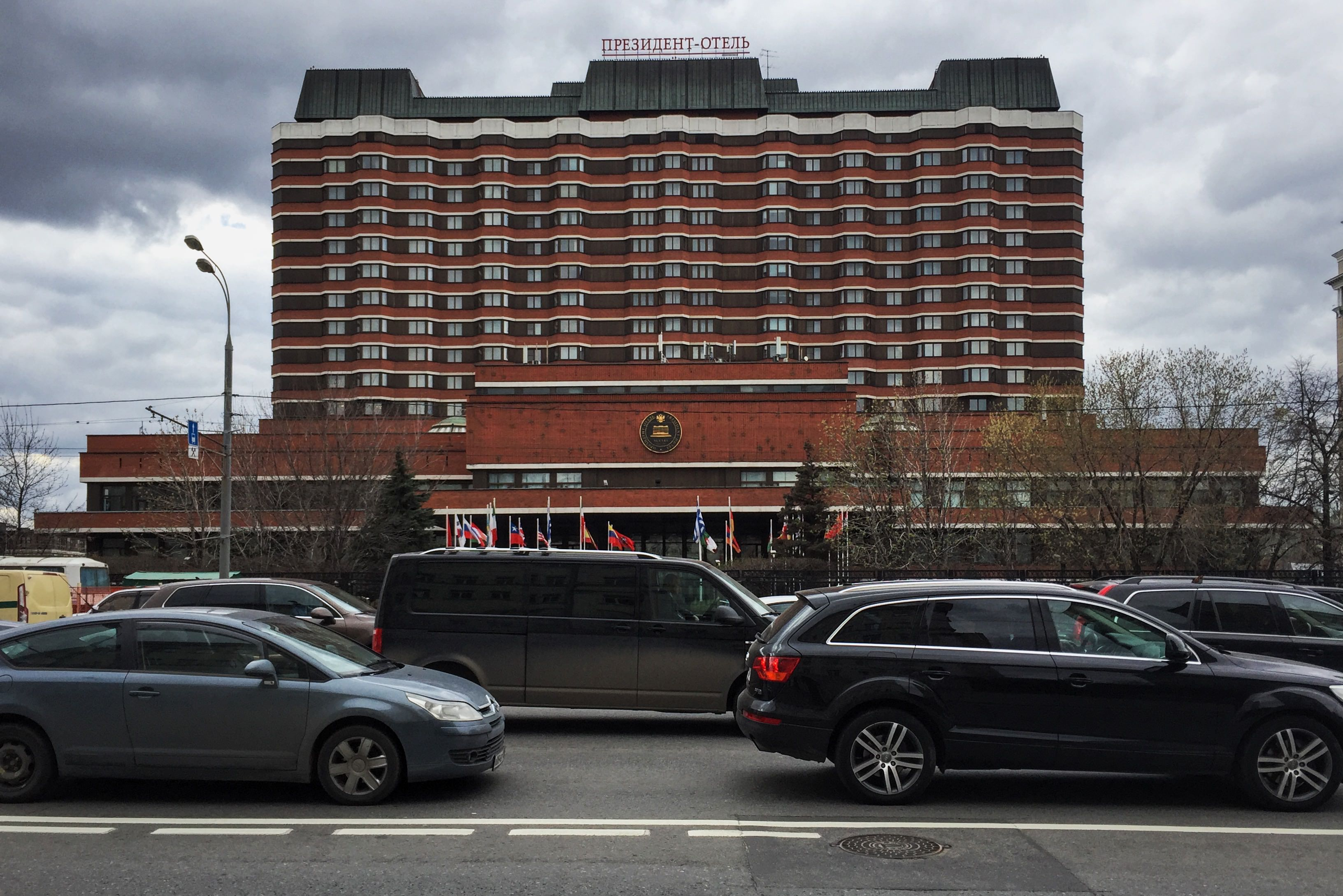
«Президент-Отель», на территории которого находился 2-й Голутвинский переулок

2-й Голутвинский переулок начинался от улицы Большая Якиманка и проходил на северо-восток между 3-м Голутвинским и Земским переулкам параллельно им, выходя на 1-й Голутвинский напротив храма Николая Чудотворца.

## Здания и сооружения
На красной линии Якиманки между 2-м Голутвинским и Земским переулками находился четырёхэтажный дом бесплатных квартир Московского Купеческого общества, в советские времена занимаемый Министерством строительства в районах Дальнего Востока и Забайкалья. Здание было разрушено в ходе постройки гостиницы.